# Krzysztof Nowak
Krzysztof Nowak (Varsavia, 27 settembre 1975 – Wolfsburg, 26 maggio 2005) è stato un calciatore polacco, di ruolo centrocampista.